# 宮津町
宮津町（みやづちょう）は、京都府与謝郡にあった町。現在の宮津市の中心部にあたる。

## 地理
- 水域：宮津湾
- 山岳：題目山、杉山、鍋塚

## 歴史
- 1889年（明治22年）4月1日 - 町村制の施行により、宮津柳縄手・宮津京街道・宮津大久保・宮津木ノ部町・宮津京口・宮津京口町・宮津松原町・宮津島崎・宮津鶴賀町・宮津外側・宮津馬場先・宮津中ノ町・宮津吉原・宮津安智・宮津波路・宮津波路町・宮津本町・宮津魚屋町・宮津万町・宮津宮本町・宮津東新浜・宮津小川町・宮津金屋谷・宮津白柏町・宮津杉末町・宮津河原町・宮津住吉町・宮津漁師町・宮津蛭子町・宮津万年町・宮津万年町新地・宮津宮町・宮津池ノ谷・宮津川向町の区域をもって発足。
- 1924年（大正13年）9月1日 - 城東村を編入。
- 1951年（昭和26年）4月1日 - 上宮津村を編入。
- 1954年（昭和29年）6月1日 - 栗田村・吉津村・府中村・日置村・世屋村・養老村・日ケ谷村と合併して宮津市が発足。同日宮津町廃止。

## 交通

### 鉄道
- 日本国有鉄道
  - 宮津線（現・京都丹後鉄道宮舞線・宮豊線）
    - 宮津駅

現在は旧町域に京都丹後鉄道宮福線の辛皮駅・喜多駅・宮村駅が所在するが、当時は未開業。

### 道路
- 国道178号

現在は旧村域に綾部宮津道路・宮津与謝道路の宮津天橋立インターチェンジが所在するが、当時は未開通。